# Jeppe Krogsgaard Christensen
Jeppe Krogsgaard Christensen (født 8. februar 1973) er en dansk forfatter.
Jeppe Krogsgaard Christensen debuterede i 2011 med romanen Natjager, der var blandt de fem shortlist-favoritter til Danske Bank Debutantpris. Har siden skrevet en række romaner, heriblandt Indre by, April 2026 og De sidste 10 eller 11 dage i Magnus Saxtorphs sælsomme og ulykkelige liv.
Krogsgaard Christensen har også udgivet konceptuel kortprosa: dage med p, alle ord lever i et klassesamfund og fra hus og hjem.
Fire gange har Krogsgaard Christensen modtaget arbejdslegater fra Statens Kunstfond samt Danske Skønlitterære Forfatteres arbejdslegat 2022. I 2023 modtog Krogsgaard Christensen Albert Dams mindelegat, som legatudvalget under Dansk Forfatterforening motiverede sådan:
”Krogsgaard Christensen har skrevet en række underfundigt tænksomme bøger, som hver især insisterer på at gå sine egne veje, aldeles upåvirkede af trends og tidsånd. Udover egenartetheden har bøgerne et meget højt litterært niveau tilfælles.”
I 2025 blev Krogsgaard Christensen tildelt Statens Kunstfonds treårige arbejdslegat. I motiveringen lød det bl.a.:
"I et sprog, der forener det poetisk sanselige og det mere hverdagslige, formår Christensen at fremmane stærke billeder og komplekse stemninger, uden at gå på kompromis med sin kunstneriske integritet."